# Хартішо
Хартішо (груз. ხარტიშო) — село в Грузії.
За даними перепису населення 2014 року в селі проживає 16 осіб.